# أندريه جيلفي
أندريه جيلفي (بالفرنسية: André Guelfi)‏ (و. 1919 – 2016 م) هو سائق فورمولا 1، وسائق سيارة سباق، ورجل أعمال من فرنسا . ولد في الجديدة .
توفي في سان بارتليمي .

## روابط خارجية
- أندريه جيلفي على موقع DriverDB.com (الإنجليزية)
- أندريه جيلفي على موقع eWRC-results.com (الإنجليزية)